# Scopula responsaria
Scopula responsaria là một loài bướm đêm trong họ Geometridae.